# ويني دافين
ويني دافين (بالإنجليزية: Winnie Davin)‏ هي عاملة اجتماعية ومُدرسة نيوزيلندية، ولدت في 27 يوليو 1909 في Otautau ‏ في نيوزيلندا، وتوفيت في 26 مارس 1995 في Headington ‏ في المملكة المتحدة.